# Хветкевич, Андрей Евгеньевич
Андрей Хветкевич (англ. Andriy Khvetkevych, родился 8 Марта, 1983, в Днепре, Украина) является фридайвером мирового класса и действующим шестикратным Рекордсменом Украины в трёх из четырёх глубинных дисциплинах по фридайвингу: FIM, CWTB, CNF. Начал заниматься фридайвингом и апноэ в 2017, завоевав свой первый Национальный рекорд Украины в 2018 году.

## Биография
Андрей Хветкевич родился 8 марта 1983 в Днепре.
Изучал экономическую кибернетику в Национальной металлургической академии Украины, интеллектуальную собственность в Государственном институте интеллектуальной собственности (переименован в Институт интеллектуальной собственности Национального университета «Одесская юридическая академия» в г. Киеве в 2016 году), также Андрей стал патентным поверенным Украины, регистрационный номер 366.
Андрей Хветкевич является основателем и патентным поверенным компании Брудекс-Украина.
В 2013 году Хветкевич создал сервис в сфере услуг для малого бизнеса Lineless.com.
Андрею принадлежит компания по регистрации доменов NIC.UA.
В 2018 году Хветкевич запустил приложение для бега RunUP.
В 2021 году Андрей Хветкевич участвовал в реалити-шоу "Холостячка 2".

### Спортивная карьера
С 2001 года Хветкевич занимался скубадайвингом. К 2015 году закончил несколько курсов и получил сертификат инструктора.
В 2017 году начал заниматься фридайвингом. Первый Национальный рекорд Украины Андрей Хветкевич установил 16 июля 2018 года на международных соревнованиях Вертикал Блю. В дисциплине Постоянный вес без ласт (англ. Constant Weight Without Fins, CNF) он погрузился на глубину 66 метров. Через 10 дней Хветкевич побил собственный рекорд, нырнув в той же дисциплине на 71 метр (действующий рекорд).
Андрей стал первым индивидуальным спортсменом, представляющим две разные страны: Украину по версии AIDA и США по версии CMAS. Он побил несколько рекордов по фридайвингу в США и Украине, включая следующие дисциплины: Постоянный вес без ласт (англ. Constant Weight Without Fins, CNF) (-71 метр, июль 2018), Свободное погружение (англ. Free Immersion) (-95 метров, 11 сентября 2019), Постоянный вес в двух ластах англ. Constant weight Bi-Fins, CWTB() (-97 метро, август 2019) Национальный Рекорд США по версии CMAS  и Постоянный вес в двух ластах (англ. Constant weight Bi-Fins, CWTB) (-80 метров, 18 мая 2019 Национальный рекорд Украины по версии AIDA).
Рекорды Хветкевича были официально зафиксированы организациями AIDA и CMAS.
30 октября 2019 года, во время тренировки в Сабанге Индонезия, Андрей получил травму, выныривая с глубины -95 метров. Хветкевич тренировался с целью установить новый рекорд Украины в четвёртой дисциплине Постоянный вес (Constant Weight, CWT). У него развилась декомпрессионная болезнь. Хветкевич был вынужден временно остановить тренировки и участие в соревнованиях.

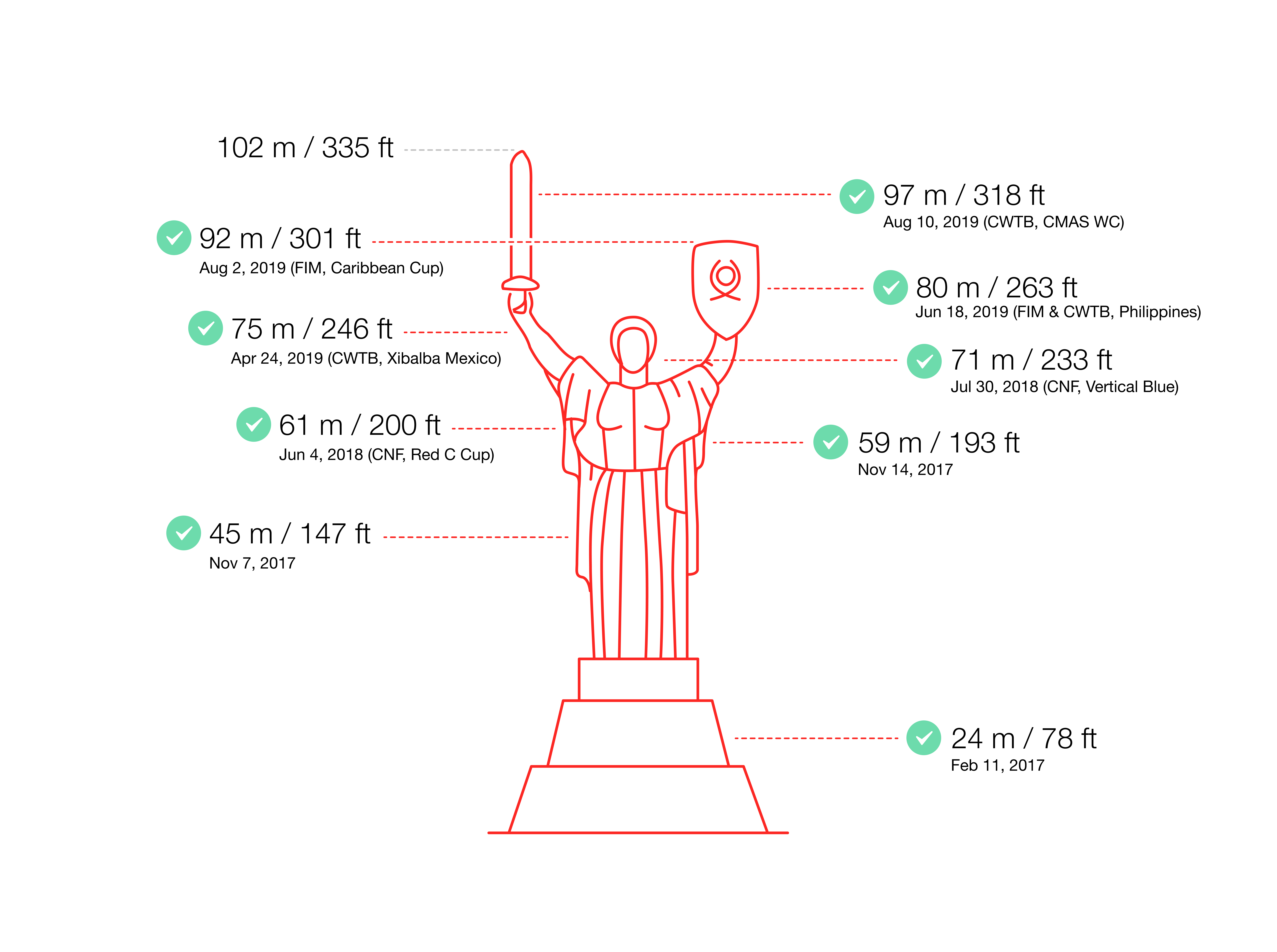
Рекорды Андрея Хветкевича по версии CMAS и AIDA по состоянию на Август 2019

Хветкевич профессионально занимается подводной съемкой.

## Спортивные достижения
| Название Соревнования                       | Дата попытки | Дисциплина | Анонсированная Глубина | Выполненная Глубина | Результат | Очки | Описание                                             |
| AIDA Depth World Championship 2019          | 2019/09/13   | CWT        | 102 m                  | 87 m                | Yellow    | 71   | no tag,rp                                            |
| AIDA Depth World Championship 2019          | 2019/09/11   | FIM        | 95 m                   | 95 m                | White     | 95   | OK, Национальный Рекорд Украины (действующий)        |
| AIDA Depth World Championship 2019          | 2019/09/09   | CNF        | 69 m                   | 61 m                | Yellow    | 52   | no tag,rp                                            |
| AIDA Caribbean Cup 2019                     | 2019/08/02   | FIM        | 92 m                   | 92 m                | White     | 92   | OK, Национальный Рекорд Украины (новый рекорд - 95м) |
| Philippine Depth National Championship 2019 | 2019/05/19   | FIM        | 80 m                   | 80 m                | White     | 80   | OK                                                   |
| Philippine Depth National Championship 2019 | 2019/05/18   | CWTB       | 80 m                   | 80 m                | White     | 80   | OK, Национальный Рекорд Украины (действующий)        |
| Xibalba 2019                                | 2019/04/27   | CNF        | 68 m                   | 68 m                | Red       | 0    | dqbo,dqsp                                            |
| Xibalba 2019                                | 2019/04/25   | CWT        | 77 m                   | 77 m                | White     | 77   | OK                                                   |
| Xibalba 2019                                | 2019/04/24   | CWTB       | 75 m                   | 75 m                | White     | 75   | OK, Национальный Рекорд Украины (новый рекорд - 80м) |
| Molchanova Grand Prix                       | 2018/09/21   | CNF        | 70 m                   | 62 m                | Red       | 0    | dqother, pull                                        |
| Vertical Blue                               | 2018/07/26   | CNF        | 71 m                   | 71 m                | White     | 71   | OK, Национальный Рекорд Украины (действующий)        |
| Vertical Blue                               | 2018/07/25   | CNF        | 69 m                   | 69 m                | Red       | 0    | dq pull                                              |
| Vertical Blue                               | 2018/07/22   | CWT        | 70 m                   | 70 m                | White     | 70   | OK                                                   |
| Vertical Blue                               | 2018/07/21   | CWT        | 70 m                   | 67 m                | Yellow    | 63   | early                                                |
| Vertical Blue                               | 2018/07/17   | FIM        | 70 m                   | 70 m                | White     | 70   | OK                                                   |
| Vertical Blue                               | 2018/07/16   | CNF        | 66 m                   | 66 m                | White     | 66   | OK, Национальный Рекорд Украины (новый рекорд - 71м) |
| Red C cup (10th edition)                    | 2018/05/31   | CNF        | 61 m                   | 61 m                | White     | 61   | OK                                                   |
| Red C cup (10th edition)                    | 2018/05/30   | CNF        | 56 m                   | 56 m                | White     | 56   | OK                                                   |